# Nemipterus marginatus
Nemipterus marginatus är en fiskart som först beskrevs av Valenciennes, 1830.  Nemipterus marginatus ingår i släktet Nemipterus och familjen Nemipteridae. Inga underarter finns listade i Catalogue of Life.